# Нинстинц
Нинстинц (Ninstints) — поселение индейского народа хайда, входит в состав Национального парка Гвайи-Хаанас на островах Хайда-Гуаи на северном побережье Британской Колумбии в Канаде.
Название деревни Нинстинц (Ninstints или Nan Sdins) происходит от имени влиятельного местного вождя, жившего в XIX веке. Оригинальное название на языке хайда звучит как SG̱ang Gwaay Llnaagay ([sɢaŋ ɡwaːj lənaːgəj], Сганг-Гуаай-Лынаагай), что значит Деревня на острове Ред-Код (Red Cod Island Village).
Деревня была самым южным из поселений народа хайда. В настоящее время в Нинстинце собрана большая коллекция тотемных столбов в своих оригинальных местах установки, многие из которых являются настоящими шедеврами местного искусства, хотя они подвергаются угрозе гниения из-за местного влажного климата. Нинстинц находится в крайне неудобном для туристов месте — доступ возможен только по морю или по воздуху из городов, расположенных в северной части острова.